# Tim Cahill
Timothy Filiga Cahill  (* 6. prosince 1979) je australsko-samojský fotbalový záložník. Účastník fotbalového MS 2006 v Německu, MS 2010 v JAR, MS 2014 v Brazílii, Konfederačního poháru FIFA 2005 a Mistrovství Asie 2007, 2011 a 2015 (v dresu Austrálie).
Má anglického otce a samojskou matku, prarodiče pocházejí ze Skotska a Irska. Jeho bratrem je Chris Cahill, fotbalový reprezentant Samoy.

## Reprezentační kariéra

### Samoa
Reprezentoval Samou v mládežnické kategorii U20.

### Austrálie
V A-mužstvu Austrálie debutoval v roce 2004.
Zúčastnil se MS 2014 v Brazílii. Střelecky se prosadil v prvním zápase s Chile (porážka 1:3) i ve druhém s Nizozemskem (porážka 2:3 - krásná trefa z voleje z úhlu). Cahill v obou zápasech obdržel po jedné žluté kartě a nemohl tak nastoupit do závěrečného střetnutí proti Španělsku. Po dvou zápasech bylo vyřazení Austrálie jisté už v základní skupině B, nakonec skončila bez bodu na posledním čtvrtém místě.
S národním týmem Austrálie vyhrál domácí Mistrovství Asie v roce 2015.